# 단미목
단미목(영어: Schizomida, 일반명: 영어: shorttailed whipscorpion)은 주로 몸길이가 5 mm보다 작은 거미강의 한 목이다.
단미목은 아직 넓게 연구되지 않았다. 2005년 기준, 대부분 Habbardiidae에 속하는 230종이 넘는 단미목이 세계적으로 발견된다. 모든 카탈로그를 포함한 체계적 문헌 고찰(영어: systematic review)은 Reddell & Cokendolpher (1995)에서 찾을 수 있다. 단미목은 전갈부치목의 자매목으로, 두 분기군이 함께 미갈류를 형성한다. 분자 시계 날짜를 기준으로, 두 종 모두 석탄기 후반 판게아의 열대지역에서 유래했을 가능성이 있으며, 단미목은 백악기부터 상당한 다양화를 겪었다.

## 해부학적 구조
단미목은 비교적 작고, 전갈부치류에서 나타나는 것과 비슷하게 몸이 부드러운 거미류이다. 두흉부는 3 개의 영역으로 나누어져 있으며 각각은 판, 큰 프로토펠티듐(영어: protopeltidium), 작고 쌍을 이루는 메소펠티디아(영어: mesopeltidia)와 메타펠티디아(영어: metapeltidia)로 덮여있다.